# Liste de prénoms portugais
La liste des prénoms portugais.

## A
- Aarão
- Abelardo
- Abílio
- Abília
- Abraão
- Acacio
- Adalberto
- Adão
- Adelina
- Adelino
- Ademir
- Adolfo
- Adriana
- Adriano
- Afonso
- Ágata
- Agostinho
- Alarico
- Alberta
- Albertino
- Alberto
- Albino
- Alcindo
- Alda
- Aldina
- Aldo
- Alexandrina
- Alfredo
- Alicia
- Alcinda
- Alicio
- Alidia
- Alma
- Almerinda
- Aloísio
- Alva
- Álvaro
- Amadeu
- Amália
- Amandio
- Amaro
- Ambar (Ambre en français)
- Americo
- Ana
- Ana José
- Ana Laura
- Ana Maria
- Anabela
- Andras
- Angelica
- Angélina
- Aniceto
- Anita (de)
- Antónia
- António
- Aquilino
- Arlindo
- Armando
- Arménia
- Arménio
- Arminda
- Armindo
- Augusto
- Aurelio
- Aurora
- Avelina
- Avelino

## B
- Belmira
- Baptista ou Batista
- Balduíno
- Bárbara
- Bela
- Bartolomeu
- Basilio
- Beatriz
- Belarmina
- Belarmino
- Belmiro
- Benedita
- Benedito
- Bento (en)
- Berengária
- Bernarda
- Bernardo
- Bernardina
- Bernardino
- Beto
- Boaventura
- Branca
- Bráulio
- Brígida
- Brízida
- Bruna
- Bruno
- Braselina
- Brás
- Benjamim

## C
- Caetana
- Caetano
- Caio
- Calisto
- Camilo
- Cândida
- Cândido
- Carina
- Carla
- Carlos
- Carlota
- Carmem
- Casimiro
- Catarina
- Carminda
- Carmelinda
- Cássia
- Cássio
- Cecília
- Celina
- Cendrina
- Célia
- Césario
- Cidália
- Clara
- Cláudia
- Cláudio
- Clementina
- Conceição
- Conrado
- Constança
- Constantina
- Constantino
- Crispim
- Cristiana
- Cristiano
- Cristina
- Cristóvão
- Custódia
- Cacilda
- Cilio
- Cruz
- Célio
- Clarinda
- Céleste
- Caim
- Camila

## D
- Dalila
- Damião
- Daniel
- Daniela
- Danilo
- Delfina
- Déolinda
- Dilma
- Diana
- Diego
- Diogo
- Dionísio
- Dina
- Diná
- Dinora
- Dirceu
- Dolores
- Domingos
- Donata
- Donato
- Donzilia
- Dorinda
- Doroteia ou Dorotéia (Brésil)
- Domingas
- Dora
- Dores
- Duarte
- Dulce
- Dulcina

## E
- Edelberto
- Edmundo
- Eduarda
- Eduardo
- Eléna
- Elio
- Elisa
- Eliseu
- Elisio
- Elsa
- Elupidio
- Elvio
- Elvira
- Ema
- Emerenciana
- Emília
- Emílio
- Érica
- Érico
- Ermelinda
- Ernesto
- Estanislau
- Esteban
- Estefânia
- Estevão
- Esteves
- Estrela
- Eugénia
- Eurico
- Eva
- Evangelista
- Evaristo

## F
- Fábia
- Fabiana
- Fátima
- Fabiano
- Fábio
- Fabrício
- Fausta
- Faustina
- Faustino
- Fausto
- Felícia
- Feliciana
- Feliciano
- Felício
- Felismina
- Fernanda
- Fernandina
- Fernando
- Fernão
- Filipa
- Filipe
- Filomena
- Firmina
- Firmino
- Flávia
- Flávio
- Flor
- Flora
- Florbela
- Florência
- Florêncio
- Floriano
- Florinda
- Florípes
- Florival
- Fradique
- Francisca
- Francisco
- Frederica
- Frederico
- Filinto

## G
- Gabriel
- Gabriela
- Gastão
- Gaudêncio
- Garido
- Genilson
- Geraldina
- Geraldo
- Germana
- Germano
- Gilberto
- Gisela
- Giselda
- Glória
- Gonçalo
- Graça
- Graciano
- Graciliano
- Gregório
- Guido
- Guilherme
- Guilhermina
- Guiomar
- Gustavo
- Gonçalo
- Gracinda

## H
- Helena
- Heitor
- Hélia
- Hélder
- Heloísa
- Henrique
- Henriqueta
- Herculano
- Hermínia
- Hermínio
- Hermenegildo
- Higino
- Hilário
- Hipólito
- Honorina
- Honório
- Horácio
- Hugo
- Humberto
- Herculina

## I
- Ilyana
- Idalina
- Ilidio
- Inácia
- Inácio
- Inês
- Infancia
- Iera

- Iero
- Iolanda
- Isaias
- Isaura
- Isilda
- Isidoro
- Isulina
- Iva
- Ivo
- Iara

## J
Note : le « j » portugais se prononce comme le « j » français.
- Jacinta
- Jacinto
- Joana
- Jéronimo
- Jéssica
- João (en)
- João Baptista
- João Bernardo
- João Carlos
- João Cláudio
- João Filipe
- João Florival
- João Francisco
- João Luís
- João Manuel
- João Marco
- João Maria
- João Maurício
- João Miguel
- João Paulo
- João Pedro
- João Roberto
- João Sérgio
- Joaquim
- Joaquina
- Jorge
- Jorgina
- José (en)
- José António
- José Carlos
- José Filipe
- José Luís
- José Manuel
- Josefa
- Josefina
- Júlia
- Júlio
- Juliana
- Juliano
- Julieta
- Justina
- Justino
- Juvina

## L
- Laura
- Laurea
- Laureana
- Laurinda
- Lauro
- Lázaro
- Leandra
- Leandro
- Leonardo
- Leontina
- Leopoldina
- Leopoldo
- Letícia
- Libania
- Licinia
- Licinio
- Lígia
- Lília
- Lívia
- Liana
- Liliana
- Lina
- Lineu
- Lino
- Lisandra
- Lisandro
- Lourenço
- Lucas
- Lúcia
- Lucília
- Lúcio
- Luciana
- Luciano
- Lucinda
- Lucrécia
- Ludovica
- Luyandro
- Ludovico
- Ludovina
- Luís / Luiz (orthographe archaïque, Brésil)
- Luisa / Luiza (orthographe archaïque, Brésil)
- Lurdes / Lourdes
- Luzia
- Luz
- Lucilia
- Luanda
- Linda
- Lucina
- Libanio
- Lua
- Luna

## M
- Madalena
- Mafalda
- Magda
- Manuel
- Manuela / Manoela (orthographe archaïque, Brésil)
- Márcia
- Marcos
- Marcela
- Marcelina
- Marcelino
- Marcelo
- Margarida
- Maria
- Maria Augusta
- Maria Bernarda
- Maria Carlota
- Maria Catarina
- Maria Cecília
- Maria Clara
- Maria Cláudia
- Maria Cristina
- Maria Francisca
- Maria Helena
- Maria Inês
- Maria João
- Maria José
- Maria Laura
- Maria Lina
- Maria Luisa
- Maria Madalena
- Maria Paula
- Maria Rosa
- Maria Sofia
- Maria Teresa
- Mariana
- Marilda
- Marília
- Marina
- Mário
- Marisa
- Marta
- Martina
- Martim
- Martinho
- Mateus / Matheus
- Maurícia
- Maurício
- Maurílio
- Mauro
- Máxima
- Máximo
- Maximiliana
- Maximiliano
- Mercedes
- Merciana
- Miguel
- Miquelina
- Micaela
- Mónica / Mônica (Brésil)
- Murilo
- Mirandolina
- Matilio
- Malvyna
- Maximina
- Maria
- Mia
- Moana
- Marco

## N
- Narciso
- Natália
- Natalina
- Natalino
- Natercia
- Natisia
- Natividade
- Nelma
- Nelo
- Nicolau
- Nilton
- Nina
- Nino
- Nivia
- Noémia
- Norberto
- Normando
- Nuno

## O
- Ofelia
- Octávia / Otávia (au Brésil)
- Octávio / Otávio (au Brésil)
- Odília
- Odílio
- Olavo
- Olegário
- Oléma
- Olímpia
- Olímpio
- Olinda
- Oriana
- Olívio
- Orestes
- Orlando
- Osório
- Osvaldo
- Otilo
- Otília
- Ondina
- Orizia

## P
- Palmira
- Palmiro
- Pascoal
- Patrícia
- Patrocinia
- Patrício
- Paula (en)
- Paulina
- Paulino
- Paulo
- Pedro
- Petronio
- Piedade
- Plácido
- Plínio
- Políbio
- Prímio
- Priscila
- Palmíto
- Paloma
- Porfirio
- Pureza

## Q
- Querubim
- Querubina
- Quintiliana
- Quintiliano
- Quirina
- Quirino
- Quitéria
- Quitério

## R
- Radiago
- Rafael
- Rafaela
- Raimunda
- Raimundo
- Ramira
- Ramiro
- Raquel
- Raul
- Regina
- Reginaldo
- Reinaldo
- Renata
- Renato
- Ricardina
- Ricardo
- Rita
- Rivelino
- Roberta
- Roberto
- Rodolfo
- Rodrigo
- Rogério
- Romão
- Romeu
- Rómulo / Rômulo (Brésil)
- Ronaldo
- Roque
- Rosa
- Rosália
- Rosalina
- Rosalinda
- Rosana
- Rosária
- Rosario
- Rosaura
- Rúbem / Rúben
- Rui (en)
- Rulieta

## S
- Sabrina
- Salomão
- Salvador
- Sancha
- Sandoval
- Sandra (de)
- Sandro
- Sanela
- Sebastiana
- Sebastião
- Sedinho
- Selviana
- Serafim
- Sérgio
- Severino
- Silvana
- Silvano
- Silvéria
- Silvério
- Sílvia
- Silvina
- Silvino
- Sílvio
- Simão
- Simeão
- Sofia
- Solano
- Susana (en)

## T
- Tadeu
- Telma
- Telmo
- Teobaldo
- Teodolinda
- Teodoro
- Teresa / Thereza (orthographe archaïque, Brésil)
- Tiago / Thiago (orthographe archaïque, Brésil)
- Timéo
- Timóteo
- Tina
- Tómas
- Tonio
- Tony

## U
- Ubaldo
- Ulisses
- Umbelina
- Umbelino
- Urbano
- Úrsula

## V
- Valentim
- Valentina
- Valéria
- Valério
- Vasco
- Venâncio
- Ventura
- Vera
- Verónica / Verônica (Brésil)
- Vicente
- Vilma
- Vindo
- Vinicius
- Violante
- Violeta
- Virgília
- Virgílio
- Virgínia
- Viriato
- Vitalina
- Vítor / Victor
- Vitória
- Vivelina
- Viviana

## X
- Xana
- Xara

## Y
- Yara
- (f) Ydoria

## Z
- Zacarias
- Zelia
- Zelinda
- Zuleide
- Zulmira